# Мар'ян Вележинський

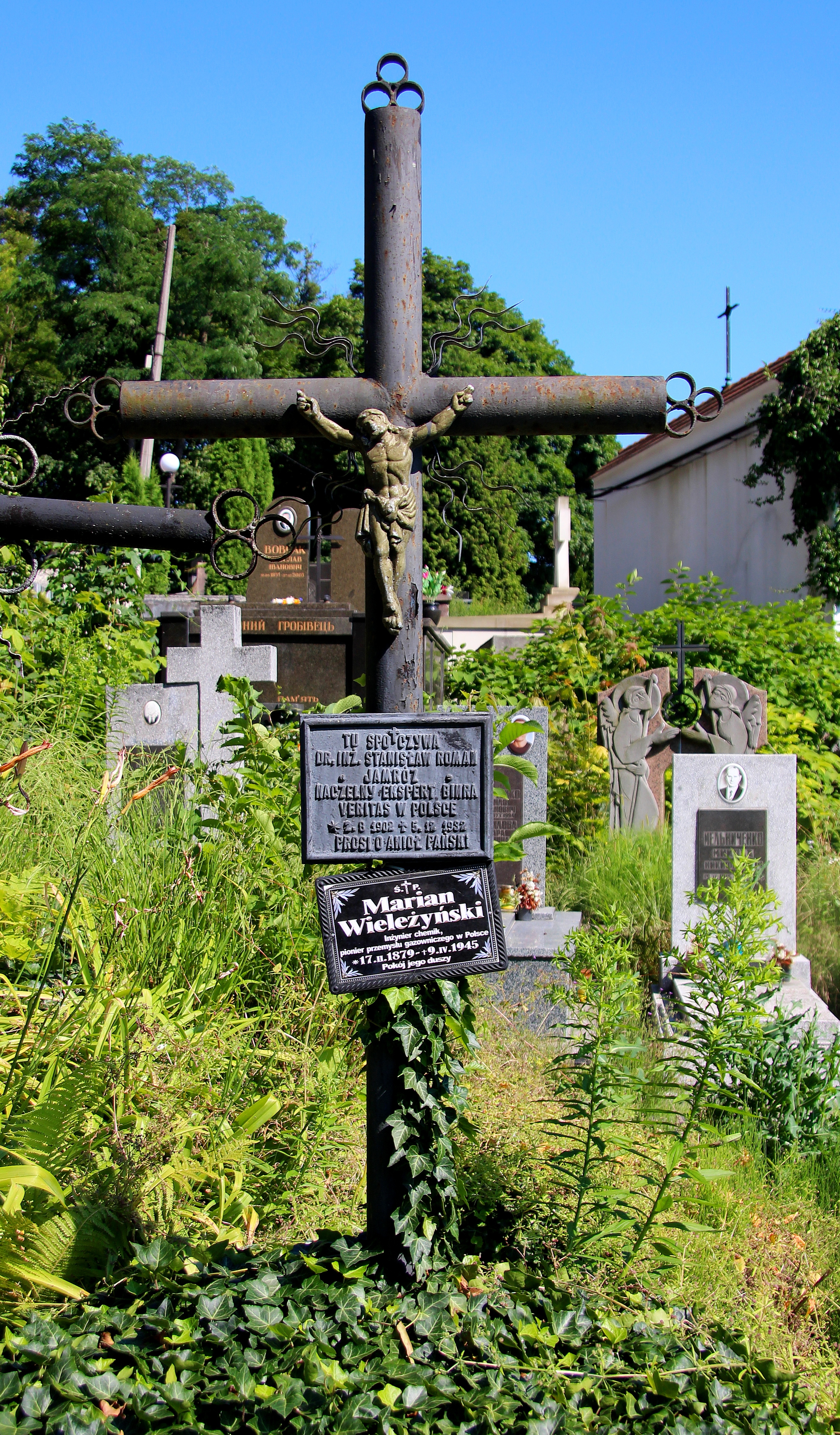

Мар'ян Вележинський (* 17 лютого 1879 , Заставна — 9 квітня 1945 , Львів) — польський інженер-хімік.

## Біографія
Народився в родині поміщика Валеріана Вельжижинського та Наталії, уродженої Кнапп, у родині вірменського роду Абгаровичів. У 1883 році Валеріан Малижинський загинув у залізничній катастрофі, а Маріан разом із матір’ю жив у дідуся та бабусі в Оломуньці. Там він почав навчання і почав читати велику кількість книг, що викликало симпатію місцевого рабина, який дозволив йому користуватися своєю бібліотекою.
Оскільки в сім’ї Кнапп розмовляли німецькою мовою, рабин вирішив навчити Мар’яна Велунського з нуля польської мови, а також позичив йому для читання класиків польської літератури. Коли дід помер, разом з матір'ю переїхав до Чернівців, де в 1896 році закінчив гімназію.
У 1897 році він поїхав до Львова і почав навчання в політехнічній школі на хімічному факультеті, через три роки був виключений з університету за політичну діяльність і належність до ППС. Він виїхав до Відня і продовжив навчання в місцевій політехніці, яку закінчив у 1901 році, отримавши нагороду за видатні досягнення в науці.
Через місяць після отримання диплому він одружився з Ядвігою Седлецькою, а потім вони оселилися в Дрогобичі, де Маріан почав працювати на рафінерії «Галіція». Знеохочений відносинами роботодавця, які ображають працівників, він вирішив піти, залишивши методологію процесу отримання білого парафіну.
Пізніше він заснував власну експериментальну станцію, де вивчав характеристики сирої нафти та її похідних, які експортувалися з Борислава. Тоді він зацікавився природним газом, який тоді вважали марним і спалювали в спеціальних т. зв факели. У 1907 р. від такого факелу загорівся вал «Ойл Сіті», а це означало, що Маріан Вележинський вирішив заохотити підприємців до закупівлі конденсаційних установок і транспортування т.зв. бензини для промисловості та міського освітлення.
Близько 1910 року він познайомився з Владиславом Шайноком, який був його партнером протягом багатьох років. У той час він працював над першим в світі газопроводом, який мав з’єднати нафтову свердловину Клавдіуш з переробним заводом у Бориславі. У 1912 році Дрогобицький повіт затвердив представлений проект, дозвіл отримав "Zakład Gazu Ziemnego. Eng. Marian Wielzyński Sp. Z o.o.", який спочатку побудував газопровід довжиною 700 метрів.
Іншим проектом став чотирнадцятикілометровий газопровід з Тустанович до Дрогобицького переробного заводу, збудований австрійською компанією «Erdgass». Оскільки будівництво велося зразково, постачальники компресорів запросили Маріана Малижинського та його партнера Владислава Шайнока до Сполучених Штатів, де вони познайомилися з місцевою нафтовою промисловістю.
Після повернення вони заснували у Львові фірму «Gaz Ziemny Sp.Z o.o.», а через два роки «Gazolin Sp.Z o.o.»".
У 1918 р. він став уповноваженим польського уряду в Бориславі. Він застав підприємство працювати без будь-яких несправності, а бригада робітників стежила за збереженням стану обробки. Завдяки збігу обставин йому вдалося за символічну суму купити земельну ділянку під будівництво свердловин.
У вересні 1916 р. він допоміг літньому чоловікові на вокзалі в Стрию занести у вагон важку валізу. Після двох років перебування у Відні у справах, тобто завершення операції купівлі земельної ділянки над нафтовими промислами в Тустановичах, перерваної арештом, виявилося, що особа, яку зустріли на вокзалі в Стрию, була директором ординації спадкоємців Девіда Лінденбаума, а у валізі було золото. На знак подяки він полегшив Вележинському завершення операції, окрім купівлі земельної ділянки, час від часу продавав нафтові свердловини в Тустановичах та Орові.
У 1920 році разом з Владиславом Шайноком і Габріелем Сокольницьким вони заснували акціонерне товариство Gazolina, створивши його статут, Маріан Велюнь реалізував свої юнацькі ідеї, він був попередником робітничого акціонерства. З 1927 року одним із директорів товариства був легіонер, а потім депутат Броніслав Войцеховський.
У 1931 році проти Маріана Малижинського було порушено судовий процес, пов’язаний із вибухом газу в Гдині, газову установку в цьому місті побудувала компанія Gazolina, якою він керував. Його сина Ігнація заарештували, але було доведено, що причиною спалаху була диверсія (можливо, німецька). У 1934 році президент Іґнацій Мосціцький доручив йому місію запровадження акціонерного капіталу в концерні «Спільнота інтересів», перейнятому з німецької столиці, де на той час працювало близько 30 000 працівників. Звіт про візит підготував син Маріана Вельжинського Лешек, а захоплення відбулося у 1936 р. Після захоплення Львова Червоною армією він уник репресій завдяки заступництву Фелікса Кона, якому допомагав у його юності, коли втік з-під російського поділу.
Помер 9 квітня 1945 року в будинку доньки Ядвіги Ямроз у Львові на вулиці Кульпарковській від онкологічної хвороби. Похорон відбувся 12 квітня 1945 р. на Кульпарковському цвинтарі в родинній каплиці, збудованій власноруч для передчасно померлого (4 грудня 1932 р.), його зятя д-ра інж. Станіслав Роман Ямроз. Під час ліквідації цвинтаря у 1960 р. прах обох перенесли на Личаківський цвинтар. Скромна могила гарно розташована на схилі, що виходить на Цвинтар львівських орлят, ряд 42, могила 4 від комунікаційної алеї. У зв’язку з музейним статусом цвинтаря могили мають лише довоєнні позначки, тому єдина табличка про Станіслава Романа Ямроза, але Ядвігу Вельжинську, уроджену Седлецьку (дружину Мар’яна), Ядвігу Ямроз, уроджену Вельжинську (доньку Мар’яна) та Ядвігу Ямрозну ( Там же поховані внучка Мар’яна).